# Oxychalepus opacicollis
Oxychalepus opacicollis es una especie de insecto coleóptero de la familia Chrysomelidae.
Fue descrita científicamente en 1998 por Ramos.